# Martín García Island Airport
Martín García Island Airport (engelska: Aeropuerto de la Isla Martín García) är en flygplats i Argentina. Den ligger i den centrala delen av landet, 50 km norr om huvudstaden Buenos Aires. Martín García Island Airport ligger 5 meter över havet. Den ligger på ön Isla Martín García.
Terrängen runt Martín García Island Airport är platt. Havet är nära Martín García Island Airport åt sydväst. Trakten är glest befolkad. Det finns inga samhällen i närheten.